# تعال عش معي (فلم)
تعال عش معي (بالإنجليزية: Come Live with Me) هو فيلم أبيض وأسود كوميدي رومانسي أمريكي صدر عام 1941 من إنتاج وإخراج كلارنس براون وبطولة جيمس ستيوارت وهيدي لامار. استنادًا إلى قصة كتبها فيرجينيا فان أوب، تدور أحداث الفيلم حول لاجئة جميلة من فيينا تسعى للحصول على الجنسية الأمريكية وترتب زواج مصلحة مع كاتب مكافح.

## روابط خارجية
- Come Live with Me  في قاعدة بيانات الأفلام على الإنترنت (بالإنجليزية)
- تعال عش معي على موقع أول موفي.
- Come Live with Me at the تيرنر كلاسيك موفيز
- Come Live with Me على فهرس معهد الفيلم الأمريكي